# Cerimonia commemorativa della pace di Hiroshima
La cerimonia commemorativa della pace di Hiroshima è una veglia annuale giapponese.
Ogni 6 agosto, "A-Bomb Day", nella città di Hiroshima ha luogo la cerimonia commemorativa della pace per offrire conforto alle vittime delle bombe atomiche e per pregare per la realizzazione di una pace mondiale duratura. La cerimonia avviene di fronte al cenotafio nel parco commemorativo. Tra i partecipanti ci sono le famiglie dei defunti e persone da ogni parte del mondo. La prima cerimonia fu tenuta nel 1947 dall'allora sindaco di Hiroshima, Shinzo Hamai.
Nel 2010, John V. Roos diventò il primo ambasciatore statunitense in Giappone ad assistere alla cerimonia, aprendo la strada alla storica visita del 2016 del presidente Barack Obama.

## Contenuto della cerimonia

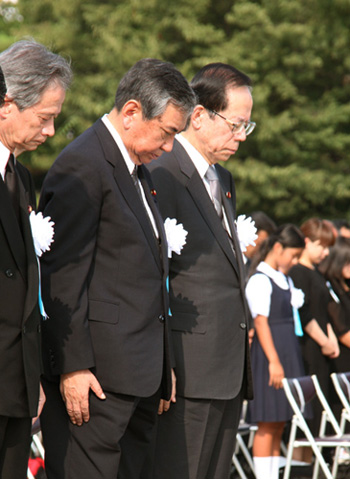
Satsuki Eda (Presidente della Camera dei consiglieri), Yōhei Kōno (Presidente della Camera dei rappresentanti) e Yasuo Fukuda (Primo ministro) in preghiera silenziosa (6 agosto 2008)

- Consacrazione dell'Acqua (dai rappresentanti di Hiroshima), accompagnata (dal 1975) dalla melodia "Prayer Music No. 1: Dirge" del compositore hibakusha[2] Masaru Kawasaki[3][4]
- Apertura
- Consacrazione del registro dei nomi delle vittime della bomba atomica
- Discorso
- Consacrazione dei fiori
- Minuto di silenzio e campana della Pace (dalle 8:15)
  - La campana è suonata da un rappresentante delle famiglie dei defunti e un rappresentante dei bambini
- Dichiarazione di Pace (del Sindaco di Hiroshima)
- Liberazione delle colombe
- Impegno per la Pace (dai rappresentanti dei bambini)
- Discorsi (del Primo ministro del Giappone e degli altri visitatori)
- Canzone di pace di Hiroshima con musica di Minoru Yamamoto e testo di Yoshio Shigezono
- Chiusura

## Cerimonie commemorative per Hiroshima fuori dal Giappone
Le cerimonie commemorative per Hiroshima sono state e sono ancora tenute anche in altre parti del mondo. Un esempio di queste fu il 6 agosto 1986, quando una delegazione da Hiroshima di 18 persone andò al memoriale d'Israele dello Yad Vashem e tenne una breve conferenza alla Yizkor Hall.